# 绑架之日
《綁架之日》（：／）是一部由鄭海蓮（정해연）創作的韓國推理小說，並被改編為韓國電視劇、韓國網路漫畫、日本電視劇等。

## 韓國電視劇
《绑架之日》（：／）为韩国ENA于2023年9月13日起播出的水木連續劇，也是Genie TV的原創電視劇，改编自韩国惊悚题材、侦探小说代表作家郑海莲的同名小说，由參與《屍戰朝鮮第一季》与《模範家族》执导的朴有英導演與《Miss Wife》、《奶酪陷阱》的編劇金帝榮攜手打造。劇情講述缺少2%的笨拙綁匪和聰明伶俐的11歲天才少女之間荒唐奇妙的真相追蹤故事。
亞太地區由Prime Video於9月13日起獨家播出。

### 演员阵容

#### 主要人物
| 演员                    | 角色   | 介绍 |
| ----------------------- | ------ | --- |
| 尹啟相 （少年：吴胜俊） | 金明俊 | 笨手笨腳又善良心軟的綁匪，为了籌集女兒的醫藥費在前妻建議下計畫绑架，不料卻捲入一宗意外的兇殺案，被警方當成嫌疑犯追逐。 |
| 朴成焄                  | 朴尚允 | 永仁警察局重案组刑警，擁有快速判斷力和冷靜分析能力，在追蹤誘拐事件時與金明俊糾纏在一起。                               |
| Yuna                    | 崔露熙 | 失忆的11歲天才少女，有別於其他同龄孩子，她擁有冷靜非凡的頭腦，帮助金明俊克服危机。                                     |
| 金新綠 （童年：闵瑞英） | 徐惠恩 | 金明俊的前妻，离开金明俊三年后突然回来提议绑架崔露熙。                                                                 |

#### 其他人物
| 演员                    | 角色   | 介绍 |
| ----------------------- | ------ | --- |
| 金相浩 （青年：池雄培） | 朴哲元 | 负责露熙父亲崔镇泰住家和医院安保工作的安保公司职员，平时沉默寡言、憨直地工作，可疑的杀人案件让他平凡的生活陷入混乱。 |
| 徐在熙                  | 毛恩善 | 无法摸透心思的神经外科医院院长，崔镇泰的医学院后辈，不知为何对天才少女崔露熙怀有难舍难分的感情。                     |
| 姜泳錫                  | 傑登   | 向崔镇泰支付巨额研究费用的海外投资基金负责人，用金钱来判断世间所有价值，并以同样的理由追赶天才少女崔露熙。           |
| 金东元                  | 崔浩英 | 傑登的左膀右臂。 |
| 禹智贤                  | 崔泽均 | J律师事务所律师，崔露熙幼时的家庭教师。                                                                              |
| 朴真宇                  | 尹正道 | 惠光医院医生，喜议论他人是非，医院同事多不愿搭理他。                                                                 |
| 郭滋亨                  |        | 负责崔露熙案件的永仁警察局重案组组长，表面看起来马马虎虎，但为人实在。                                               |
| 郑顺元                  | 蔡正满 | 永仁警察局重案组刑警，朴尚允的搭档。                                                                                 |
| 李胜勋                  | 李昌训 | 永仁警察局重案组刑警。                                                                                               |
| 李道焕 （）             | 金朱赫 | 永仁警察局重案组刑警。                                                                                               |
| 李太炯                  |        | 永仁警察局局长。 |
| 吴万锡                  | 崔东准 | 崔镇泰的叔叔、EI综合建设代表，崔露熙被绑架后便着手研究如何继承巨额财产。                                             |
| 全光鎮 （少年：崔宇禄） | 崔鎮泰 | 崔露熙的父親，惠光醫院院長、知名脑科医生，继承其养父遗志展开天才儿童研究。                                           |
| 高荷 （）               | 苏珍宥 | 崔露熙的母亲。 |
| 金成坤                  | 崔东忆 | 崔镇泰的养父，从孤儿院领养孩子实施天才儿童研究。                                                                     |
| 崔恩雨 （）             | 金希爱 | 金明俊与徐惠恩的女儿，患有儿童白血病等待骨髓移植。                                                                   |
| 宋在龙                  |        | 住在金明俊家附近的拾荒者，每天推着手推车在小区里转悠，拾捡任何能赚钱的东西。                                         |
| 闵庆珍                  | 朴基顺 | 美韩药品会长，崔镇泰研究项目的投资者。                                                                               |
| 孔尚雅                  |        | 国家科学搜查研究院博士，协助朴尚允调查崔镇泰遇害案件。                                                               |
| 金子英                  |        | 30年前在崔东忆医院工作的护士。                                                                                       |
| 尹大烈 （）             |        | 偷渡船長。 |
| 金道贤                  |        | 金明俊绑架案的检察官。                                                                                               |

#### 特别出演
| 演员   | 角色      | 介绍                                                            |
| ------ | --------- | --------------------------------------------------------------- |
| 金胜勋 | 朴政勋    | J律师事务所律师，崔泰镇叔叔崔东准的专任律师。                   |
| 朱玄英 |           | 圆圆电脑配件店职员，杰登寻求其帮助破解崔泰镇记录实验资料的USB。 |
| 金基斗 |           | 男子汉征信社老板，协助徐惠恩逃脱杰登的追截。                    |
| 姜河那 | 里查德·崔 | 崔浩英的弟弟，假扮X资本的律师到警局接触杰登。                   |
| 金永敏 |           | 金明俊绑架案审判法院法官。                                      |
| 苏熙静 |           | 崔露熙转学学校班主任。                                          |

### 製作

#### 選角
尹啟相於2022年底確認接拍《綁架之日》主角金明俊之後，A Story為了找出同樣居於故事核心的11歲失憶天才少女「崔露熙」一角，在韓國舉辦五次大規模海選，最終由2011年底出生的兒童演員Yuna由500:1的激烈競爭中脫穎而出，她曾在《柏青哥》中飾演主人公童年展現出令人印象深刻的演技。

#### 播出
《綁架之日》自2023年9月13日起，每週三、四晚間9點於韓國有線電視ENA首播。10月4日原定播出第7集，但為了避開第19屆杭州亞洲運動會男子足球準決賽的轉播，而暫停播出1次，並延後至5日首播。

### 分集
| 集數 | 標題                  | 導演   | 編劇   | 首播日期       | 片長   | 南韓收視人數 （百萬） |
| ---- | --------------------- | ------ | ------ | -------------- | ------ | --------------------- |
| 1    | 綁架 유괴             | 朴有英 | 金帝榮 | 2023年9月13日  | 59分鐘 | 0.417                 |
| 2    | 誣陷 누명             | 朴有英 | 金帝榮 | 2023年9月14日  | 59分鐘 | 0.321                 |
| 3    | 共犯 공범             | 朴有英 | 金帝榮 | 2023年9月20日  | 59分鐘 | 0.658                 |
| 4    | 怪物 괴물             | 朴有英 | 金帝榮 | 2023年9月21日  | 60分鐘 | 0.696                 |
| 5    | 天才兒童 천재아이     | 朴有英 | 金帝榮 | 2023年9月27日  | 60分鐘 | 0.798                 |
| 6    | 協商 협상             | 朴有英 | 金帝榮 | 2023年9月28日  | 60分鐘 | 0.708                 |
| 7    | 滲透人員 프락치       | 朴有英 | 金帝榮 | 2023年10月5日  | 62分鐘 | 0.813                 |
| 8    | 第一個孩子 첫번째아이 | 朴有英 | 金帝榮 | 2023年10月11日 | 61分鐘 | 0.925                 |
| 9    | 少女 소녀             | 朴有英 | 金帝榮 | 2023年10月12日 | 59分鐘 | 0.946                 |
| 10   | 反擊 반격             | 朴有英 | 金帝榮 | 2023年10月18日 | 62分鐘 | 0.997                 |
| 11   | 鐵證 스모킹건         | 朴有英 | 金帝榮 | 2023年10月19日 | 60分鐘 | 0.953                 |
| 12   | 綁架之日 유괴의 날    | 朴有英 | 金帝榮 | 2023年10月25日 | 77分鐘 | 1.178                 |

### 收視率
《綁架之日》於2023年9月13日在有線電視ENA開播，首集在韓國錄得1.8%的收視率，略高於上一檔《等待了很久》的開播收視（1.4%），但遠低於《等待了很久》的最終回收視（4.1%）。第2集收視下跌至1.4%，為本劇最低收視紀錄。
第3集收視率較前2集成長近一倍，爬升至3.1%，每分鐘收視最高達3.7%，並在第8集首度突破4.0%。最終回第12集創下自身最高收視5.2%，每分鐘收視最高達7.1%，並以2.2%的區段收視率，位居2023年ENA電視劇20至49歲收視第1名。
本劇開播第一週，收視低於同期播映的綜合編成頻道JTBC水木劇《戀愛不可抗力》以及地上波SBS木曜劇《全國死刑公投》，但第二週便超越了前述兩部戲，也高於10月11日開播的MBC水曜劇《犬系戀人》。其中，共有8集位居當日有線電視收視冠軍，第10集與第12集則位居韓國付費頻道（有線電視、綜合編成）收視冠軍，第12集同時躋身10月第4週（23至29日）韓國付費頻道週間收視排行第5名。
| 季數 | 季數 | 每季集數 | 每季集數 | 每季集數 | 每季集數 | 每季集數 | 每季集數 | 每季集數 | 每季集數 | 每季集數 | 每季集數 | 每季集數 | 每季集數 |
| 季數 | 季數 | 1        | 2        | 3        | 4        | 5        | 6        | 7        | 8        | 9        | 10       | 11       | 12       |
| ---- | ---- | -------- | -------- | -------- | -------- | -------- | -------- | -------- | -------- | -------- | -------- | -------- | -------- |
|      | 1    | 417      | 321      | 658      | 696      | 798      | 708      | 813      | 925      | 946      | 997      | 953      | 1178     |

| 集數 | 標題       | 播出日期       | 尼爾森全國收視率 | 尼爾森全國收視率 | 尼爾森首都圈收視率 | 尼爾森首都圈收視率 | TNMS收視率 （全國週間） |
| 集數 | 標題       | 播出日期       | 家庭戶比例       | 人數（百萬）     | 家庭戶比例         | 人數（百萬）       | TNMS收視率 （全國週間） |
| ---- | ---------- | -------------- | ---------------- | ---------------- | ------------------ | ------------------ | ----------------------- |
| 1    | 綁架       | 2023年9月13日  | 1.833%           | 0.417            | 1.840%             | 0.210              | 1.41%                   |
| 2    | 誣陷       | 2023年9月14日  | 1.450%           | 0.321            | 1.445%             | 0.143              | 1.41%                   |
| 3    | 共犯       | 2023年9月20日  | 3.094%           | 0.658            | 2.713%             | 0.292              | 2.33%                   |
| 4    | 怪物       | 2023年9月21日  | 3.605%           | 0.696            | 3.382%             | 0.290              | 2.33%                   |
| 5    | 天才兒童   | 2023年9月27日  | 3.495%           | 0.798            | 3.452%             | 0.396              | 1.85%                   |
| 6    | 協商       | 2023年9月28日  | 3.195%           | 0.708            | 3.548%             | 0.347              | 1.85%                   |
| 7    | 滲透人員   | 2023年10月5日  | 3.955%           | 0.813            | 4.038%             | 0.406              | 2.759%                  |
| 8    | 第一個孩子 | 2023年10月11日 | 4.144%           | 0.925            | 4.439%             | 0.465              | 2.63%                   |
| 9    | 少女       | 2023年10月12日 | 4.177%           | 0.946            | 4.258%             | 0.467              | 2.63%                   |
| 10   | 反擊       | 2023年10月18日 | 4.262%           | 0.997            | 4.345%             | 0.505              | 3.37%                   |
| 11   | 鐵證       | 2023年10月19日 | 4.269%           | 0.953            | 4.522%             | 0.480              | 3.37%                   |
| 12   | 綁架之日   | 2023年10月25日 | 5.245%           | 1.178            | 5.495%             | 0.608              | 3.22%                   |

### 奖项荣誉
| 年份   | 颁奖礼             | 奖项           | 入围者 | 结果 | 参考 |
| ------ | ------------------ | -------------- | ------ | ---- | ---- |
| 2024年 | 第60屆百想藝術大獎 | 女子新人演技賞 | Yuna   | 獲獎 |      |

## 日本電視劇
《綁架之日》是2025年7月8日起於朝日電視台播出的週二晚間九點連續劇，改編自2023年韓國電視劇《绑架之日》，由齋藤工主演。
香港由Viu於2025年7月8日起跟播。台灣由friDay影音於2025年7月9日起跟播。

### 演員列表

#### 主要人物
- 新政宗：齋藤工[59]

3年前妻子離家出走後，獨自一人養育女兒。為了籌集女兒的醫藥費聽從妻子唆使綁架醫院院長女兒。是位善良、很為家人著想的人，但記憶力差又笨手笨腳。
- 七瀨凛：永尾柚乃[59]

天才少女。綁架事件的被害人。知名腦外科醫師的獨生女。因為失憶，與自稱父親的新庄同住，雖然覺得違和感重重，但是在新庄的善良溫柔對待下，逐漸敞開心扉。

#### 新家
- 新汐里：安達祐實[60]

政宗的妻子。理財規劃師。3年前拋下丈夫與女兒消失匿跡，但最近突然出現在政宗眼前，並且向丈夫提議為了女兒的醫藥費綁架凛。
- 新芽生：日下莉帆

政宗的女兒。因重度心臟病在榮進紀念醫院住院。

#### 七瀨家
- 七瀨富雄：長谷川初範[60]

凛的大叔父。榮進紀念醫院副理事長。為了外甥的財產，認為第一順位繼承人的凛很礙事。
- 七瀨守：半田周平（日语：半田周平）

凛的父親。榮進紀念醫院院長、腦外科醫師。
- 七瀨彩香（七瀬さやか）：蒲生麻由（日语：蒲生麻由）

凛的母親。

#### 榮進紀念醫院
- 山崎忠：深澤辰哉[61]

顧問律師。
- 藤澤香里：望海風斗[62]

護士。
- 田川遼：大衛伊東（日语：デビット伊東）

芽生的主治醫師。

#### 川中警察署
- 北村高廣：佐藤寬太[63]

刑警。
- 須之內司：江口洋介[60]

刑警。
- 古賀彩佳：坂田莉咲（日语：さかたりさ）

刑警。
- 伊藤仁：白石直也

刑警。
- 牧賢太：久保田武人（日语：久保田武人）

刑警。

#### 其他人物
- 水原由紀子：內田有紀[60]

醫學博士。水原財團理事。
- Kevin福住（ケビン福住）：鈴木浩介[60]

「Z Capital」本部長。與水原聯手追查凛的行蹤。
- 松田真明：春海四方（日语：春海四方）

壁山保全公司員工。
- 秦圭佑：岩谷健司（日语：岩谷健司）

神奈川縣警搜查一課管理官。
- 鮫洲豪紀：榮信（日语：栄信）

神秘男子。

### 製作團隊
- 原作：金帝榮（編劇）『绑架之日』 © ASTORY & KT Studiogenie
- 劇本：丑尾健太郎
- 配樂：長岡成貢
- 主題曲：yama〈us〉（Sony Music Labels Inc.）[64]
- 片頭曲：東京斯卡樂園〈The Liar〉（cutting edge／JUSTA RECORD）[65]
- 總製作人：大江達樹
- 製作人：峰島あゆみ、菊池誠
- 導演：深川榮洋、片山修
- 作著作：朝日電視台
- 作協力：AS BIRDS

### 播出日程
- 第1話加長6分鐘（21:00 - 22:00）。

| 集數                                                       | 播出日期 | 日文標題 | 中文標題 (friDay影音)   | 導演     | 收視率 |
| ---------------------------------------------------------- | -------- | -------- | ----------------------- | -------- | ------ |
| 第1話                                                      | 7月08日  |          | 爸爸是綁架犯!?          | 深川榮洋 | 6.6%   |
| 第2話                                                      | 7月15日  |          | 爸爸是殺人犯!?          | 深川榮洋 | 5.6%   |
| 第3話                                                      | 7月22日  |          | 發生第二起綁架事件!     | 深川榮洋 | 4.9%   |
| 第4話                                                      | 7月29日  |          | 恢復記憶的天才少女      | 片山修   | 5.5%   |
| 第5話                                                      | 8月05日  |          | 新的犧牲者              | 片山修   | 5.3%   |
| 第6話                                                      | 8月12日  |          | 反擊開始 三十億逃脫計畫 | 深川榮洋 | 5.0%   |
| 第7話                                                      | 8月19日  |          |                         | 片山修   | 5.5%   |
| （收視率由Video Research調查關東地區、家戶的即時統計資料） |          |          |                         |          |        |

## 其他翻拍作品
欧洲最大的媒体集团之一Studio Hamburg Production Group旗下英国子公司Studio Hamburg UK于2024年获得该剧的英国版翻拍版权，由《好女难寻》《波加洛和格拉汉姆》的编剧罗南·布莱尼创作剧本。